# Carmen Aub
Carmen Aub (Mexikóváros, 1989. október 24. –) mexikói színésznő.

## Élete és pályafutása
1984. október 24-én született Mexikóvárosban. 
2010-ben szerepet kapott az Elisa nyomában című sorozatban a Telemundónál. Ugyanebben az évben a Niñas Malban Gretát alakította. 2011-ben az Esperanza del corazónban Krista szerepét játszotta. 2013-ban a Pasión prohibida című telenovellában megkapta Nina Piamonte szerepét.

## Filmográfia

### Telenovellák, sorozatok
| Év        | Cím                    | Magyar cím     | Szerep                  | TV Stúdió         |
| --------- | ---------------------- | -------------- | ----------------------- | ----------------- |
| 2010      | ¿Dónde está Elisa?     | Elisa nyomában | Flor Cáceres            | Telemundo         |
| 2010–2011 | Niñas mal              |                | Greta Domenecci Wurtz   | MTV Latinoamerica |
| 2011–2012 | Esperanza del corazón  |                | Krista Cabral Duprís    | Televisa          |
| 2012–2013 | Pasión prohibida       |                | Florida 'Nina' Piamonte | Telemundo         |
| 2013      | Exposos                |                |                         |                   |
| 2013      | Como dice el dicho     |                | Lucía                   | Televisa          |
| 2014      | El Señor de los Cielos |                | Rutila Casillas         | Telemundo         |

### Filmek
| Év   | Cím                         | Szerep |
| ---- | --------------------------- | ------ |
| 2012 | Chiapas the Heart of Coffee | Isabel |